# 陳順福
陳順福（1927年—1951年6月29日），男，山東省陽穀縣人，中國共產黨員，上海春暉中學畢業，戰後來台以陳平身份從事地下工作以及擔任交通員，同時還化名鄭耀東、任敦崧、陳春暉，後來因蘇藝林案判處死刑，1951年6月29日槍決於台北水源路刑場。

## 生平
陳順福，1927年生於浙江省杭縣，上海春暉中學畢業， 第二次國共內戰時化名陳平來台，在臺北市金剛橡膠廠任職，透過凱的介紹在花蓮孫玉林所開的泰豐碾米廠擔任出納。
孫玉林曾加入共產黨，1948年中共中央社會部部長李克農先後派遣朱芳春（化名非）、蕭明華、周一粟等多名特工赴台發展組織。非接受李克農指示與孫玉林取得聯繫，在宜蘭礁溪溫泉區與老同學蘇藝林及非碰面，孫玉林開始參與中共中央社會部在台地下組織運作。
1949年10月，陳平加入非的新民主主義青年團，吸收孫清河加入共產黨，並成功策反在空軍醫院的安學林加入組織，擔任交通員，將重要機密地圖等送回天津，並帶回中共中央社會部李克農之兩項指示與九大任務，主要是蒐集海陸空軍情報，策反將領陣前起義、動搖爭取官吏加入、成立武裝和登陸接應點等。
1950年2月非遭當局鎖定，蕭明華、凱、孫玉林相繼被逮捕，其中非所辦之讀書會成員孫清河被保密局列為汙點證人，陳平為共黨工作之情況被孫清河供出，1950年5月19日陳平由花蓮警局傳喚到案。 1951年7月全案偵查進入後續收網階段，調查局在香港新聞天地週刊刊登整刊的特稿，以李克農照片為封面，標題中共社會部首領李克農的潛台組織已被一網打盡。
陳平與同案蘇藝林、劉維、周一粟、安學林、張慶、嚴明森、田子彬、孫玉林、白靜寅、徐毅、余熙、葛仲卿、譚興坦、林振成、簡桂生、馬學樅、李學驊共18人被判處死刑，1951年6月29日槍決於水源路刑場。

## 紀念
2013年10月，北京西山國家森林公園的無名英雄廣場上立有無名英雄紀念碑，為紀念來台灣在1950年代被處決「隱避戰線烈士」而設立。陳平銘刻於紀念碑上，中华人民共和国国家安全部追認其為中華人民共和國烈士。